# David Moreau
David Moreau (Boulogne-Billancourt, 4 de juliol de 1976) és un guionista i director de cinema francès. És fill de l'actor i director Jean-Luc Moreau.

### Formació i carrera professional
Va estudiar cinema a l'École Supérieure de direcció Audiovisuelle (ESRA). Amb força rapidesa, va posar en pràctica els seus coneixements durant nombroses pràctiques, després va començar a escriure i produir els dos primers curtmetratges.
Amb l'ajuda de Xavier Palud, va escriure i dirigir el seu primer llargmetratge Ils, un thriller de terror amb Olivia Bonamy i Michaël Cohen.
El 2008, va produir The Eye, un remake de la pel·lícula de Hong Kong, i el 2013 20 ans d'écart protagonitzada per Virginie Efira.

## Investigació judicial
David Moreau fou acusat de violació durant el rodatge de King l'any 2020. Els fets suposadament van tenir lloc durant una festa privada organitzada per i per a l'equip tècnic de la pel·lícula, fora de l’horari laboral, la nit del 12 al 13 de setembre de 2020 a Seta. La tècnic que va acusar el director va presentar una denúncia i va abandonar el plató de seguida. El director de fotografia Antoine Sanier va assegurar el final del rodatge. El cas continua el seu curs.

## Filmografia
Llargmetratges
- 2003 : Back to Saint-Tropez (guió i producció)
- 2006 : Ils (guió, direcció i producció)
- 2008 : The Eye (guió, direcció i producció)
- 2013 : 20 ans d'écart (guió, direcció i producció)
- 2016 : Seuls (direcció)
- 2021 : King (direcció)

Curtmetratges
- 1999 : Transit (assistent de direcció)

## Nominacions
- Festival Internacional del Cinema Policial de Beaune de 2006: Premi Sang Neuf per Ils (avec Xavier Palud)
- Festival Internacional de Cinema Fantàstic de Neuchâtel 2006, millor pel·lícula per Ils
- Trophées Jeunes Talents 2007 : Jove director de cinema per Ils (amb Xavier Palud)
- Festival del Cinema Francòfon de Grècia 2011 : projeccions a mitjanit - Selecció « Nixtes Premieras » per Ils (amb Xavier Palud)
- Festival du film de Cabourg - Journées romantiques 2013 : Ciné Swann per 20 ans d'écart
- Festival Internacional de Cinema de Comèdia de l'Alpe d'Huez 2013 :
  - Llargmetratges fora de competició amb 20 ans d'écart
  - Pel·lícula de clausura amb 20 ans d'écart